# BK Athén
BK Athén är en anrik brottarklubb som grundades den 3 september 1923. Träningslokalen är sedan 1933 belägen på Bondegatan 10 mitt på Södermalm i Stockholm.
Klubbens mest framgångsrika brottare är Axel Grönberg, som vann OS-guld 1948 och 1952 samt VM-guld 1950.
Totalt har klubben tagit två OS-Guld, ett VM-Guld, fyra NM-Guld och 69 SM-Guld.

## Meriter

### Olympiska medaljer
| År   | Valör | Namn          | Stil     | Vikt  |
| ---- | ----- | ------------- | -------- | ----- |
| 1952 | Guld  | Axel Grönberg | Grek/rom | 79 kg |
| 1948 | Guld  | Axel Grönberg | Grek/rom | 79 kg |
| 1948 | Brons | Erik Lindén   | Fristil  | 79 kg |
| 1936 | Brons | Gösta Jonsson | Fristil  | 61 kg |

### VM medaljer
| År   | Valör  | Namn           | Stil     | Vikt  |
| ---- | ------ | -------------- | -------- | ----- |
| 1953 | Silver | Axel Grönberg  | Grek/rom | 79 kg |
| 1951 | Brons  | Henry Holmberg | Fristil  | 62 kg |
| 1950 | Guld   | Axel Grönberg  | Grek/rom | 79 kg |

### EM medaljer
| År   | Valör  | Namn             | Stil     | Vikt  |
| ---- | ------ | ---------------- | -------- | ----- |
| 1949 | Silver | Axel Grönberg    | Fristil  | 79 kg |
| 1947 | Brons  | Axel Grönberg    | Grek/rom | 79 kg |
| 1946 | Brons  | Axel Grönberg    | Fristil  | 79 kg |
| 1937 | Silver | Herbert Olofsson | Grek/rom | 66 kg |